# Yuta Wakimoto
Yuta Wakimoto (jap. 脇本雄太 Wakimoto Yuta; ur. 21 marca 1989 w Fukui) − japoński kolarz torowy, srebrny medalista mistrzostw świata.

## Kariera
Pierwsze sukcesy w karierze osiągnął w 2014 roku, kiedy zwyciężył w keirinie i był drugi w wyścigu na 1 km podczas kolarskich mistrzostw Azji w Astanie. Na rozgrywanych trzy lata później kolarskich mistrzostwach Azji w Nowym Delhi zdobył złoto w keirinie i brąz w sprincie indywidualnym. W keirinie zwyciężał także na kolarskich mistrzostwach Azji w Dżakarcie (2019) i kolarskich mistrzostwach Azji w Jincheon (2020). W tej samej konkurencji wywalczył ponadto srebrny medal na mistrzostwach świata w Berlinie w 2020 roku. W zawodach tych rozdzielił na podium Harriego Lavreysena z Holandii i Azizulhasniego Awanga z Malezji. 
Startował na igrzyskach olimpijskich w Rio de Janeiro w 2016 roku, gdzie był trzynasty w keirinie. Brał też udział w igrzyskach olimpijskich w Tokio w 2020 roku, zajmując siódme miejsce w keirinie i dziewiąte miejsce w sprincie.